# Murielle Rousseau
Murielle Rousseau (* 13. Oktober 1966 in St. Germain-en-Laye bei Paris, Frankreich) ist eine französisch-deutsche Autorin, Universitätsdozentin, Kolumnistin, Übersetzerin und Inhaberin der PR- und Kulturagentur BUCH CONTACT.

## Leben
Rousseau wurde in Saint-Germain-en-Laye geboren. Sie besuchte von 1972 bis 1984 das Lycée International de Saint-Germain-en-Laye, welches sie mit dem Baccalauréat (Abitur) im Jahr 1984 abschloss. Von 1984 bis 1992 studierte sie an der Universität Paris IV (Paris-Sorbonne). Ihre Studienschwerpunkte konzentrierten sich auf Ausdruck und Kommunikation, Audiovisuelle Medien und französische Literatur. An der Albert-Ludwigs-Universität Freiburg studierte sie Neuere Deutsche Literaturgeschichte, Romanistik und Linguistik. Thema der Magisterarbeit bei Roebling: „Der literarische Salon der Schriftstellerin Fanny Lewald“
Von 1984 bis 1992 arbeitete sie als Übersetzerin (Frz.-Dt / Dt-Frz.) für internationale Firmen und als wissenschaftliche Hilfskraft beim Linguistischen Seminar der Albert-Ludwigs-Universität Freiburg (1988–1992). Sie arbeitete bei diversen internationalen Kongressen u. a. zur Architektur (Paris, Lissabon) und war Assistentin bei der Vorbereitung von wissenschaftlichen Symposien für die Fraunhofer-Gesellschaft Freiburg. Sie war Mitarbeiterin der Literaturzeitschrift „Das Forum“, verantwortlich für die Rubrik „Panorama“.
Von 1992 bis 1995 Übersetzungen aus dem Amerikanischen, Rezensionen und Interviews. Zur gleichen Zeit arbeitete sie im Lektorat mehrerer Verlage, zunächst beim Argument Verlag, Oetinger, Hoffmann & Campe, Rowohlt und zuletzt von 1993 bis 1995 als Leiterin der Presse- und Öffentlichkeitsarbeit sowie der Rechte- und Lizenzabteilung des Kellner Verlags, Hamburg.
1995 gründete sie die PR-Agentur BUCH CONTACT mit Spezialisierung auf Presse- und Öffentlichkeitsarbeit sowie Beratung für internationale Verlage, Autoren, Kulturinstitutionen und Museen mit 20 Mitarbeiterinnen (Stand 2019) und Standorten zunächst nur in Hamburg, später in Freiburg und Berlin; u. a. war sie zuständig für das PR-Konzept und die Durchführung der internationalen PR im Auftrag des französischen Kultusministeriums und des Institut Français 2016 und 2017 von Francfort en français, dem Gastlandauftritt Frankreichs auf der Frankfurter Buchmesse.
Rousseau moderiert und dolmetscht regelmäßig Events und Diskussionen.
Sie ist Mitbegründerin und war langjähriges Vorstandsmitglied und Sprecherin des AVP (Arbeitskreis Verlags-PR e.V). 2016 gründete sie einen internationalen Ableger des AVP, das AVP-International-Netzwerk. Sie leitet die AVP-Regionalgruppe Südbaden und Schweiz. Sie war langjähriges Mitglied und Pressesprecherin der BücherFrauen Hamburg und Kooperationsautorin der Stiftung Lesen.
Murielle Rousseau hält verschiedene Lehraufträge an Universitäten in Deutschland und Frankreich und lehrt sowohl in deutscher wie auch französischer Sprache.
Sie ist seit 2007 Autorin mehrerer Bücher zur französischen Kultur und Küche, die mit verschiedenen internationalen Preisen ausgezeichnet wurden. Sie liest und präsentiert ihre Bücher regelmäßig im deutschsprachigen und französischen Raum. Von 2007 bis 2016 war sie in der SWR-TV-Sendung „Kaffee oder Tee“ zur französischen Küche und frankophonen Themen regelmäßig live zu Gast. Sie schreibt für diverse Branchenblätter, u. a. Börsenblatt, BUCHMARKT oder BÜCHER über Frankreich und das französische Branchengeschehen.

## Werke
- A table! Die wunderbaren Rezepte meiner französischen Familie. Gerstenberg Verlag, Hildesheim 2007.
- La vie en rose. Die wunderbaren süßen Rezepte meiner französischen Familie. Gerstenberg Verlag, Hildesheim 2008, ISBN 978-3-8369-2978-3
- Familienkalender „La vie en rose. Die wunderbaren süßen Rezepte meiner französischen Familie.“ Gerstenberg Verlag, Hildesheim 2010.
- Partie de campagne. Die wunderbaren Landhausrezepte meiner französischen Familie. Gerstenberg Verlag, Hildesheim 2011.
- La cuisine verte. Meine schönsten vegetarischen Rezepte aus Frankreich. Verlagshaus Jacoby & Stuart, Berlin 2014.
- Paris Patisserie. Backen wie Gott in Frankreich. Christian Verlag, München 2016.
- Die geheimen Schätze der französischen Küche. Busse-Seewald Verlag, 2017.
- Savoir vivre. Leben wie eine Französin. Insel Verlag, Berlin 2017.
- Cuisine brocante. Die fabelhafte Welt der französischen Flohmärkte. Busse-Seewald Verlag, Stuttgart 2018.
- Bretagne. Das Kochbuch. Authentische Rezepte von Frankreichs rauher Atlantikküste. Christian Verlag, München 2018.
- Provence. 80 Sehnsuchtsrezepte aus dem Süden Frankreichs. Christian Verlag, München 2019.
- Die Gärten von Paris. Insel Verlag, Berlin 2020, ISBN 978-3-458-36476-4.

## Auszeichnungen
A table! Die wunderbaren Rezepte meiner französischen Familie (Gerstenberg Verlag, 2007)
- Auszeichnung mit dem GOURMAND WORLD COOKBOOK AWARD 2008, London, für das „beste französische Kochbuch der Welt“
- Auszeichnung als „bestes Kochbuch des Monats März 2007“ bei FOCUS/BUCHMARKT 2007

La vie en rose. Die wunderbaren süßen Rezepte meiner französischen Familie. (Gerstenberg Verlag, 2009)
- Auszeichnung mit dem Gourmand World Cookbook Award 2009, Paris

Familienkalender „La vie en rose. Die wunderbaren süßen Rezepte meiner französischen Familie.“ (Gerstenberg Verlag, 2010)
- Auszeichnung mit dem GOURMAND COOKBOOK AWARD 2011, Paris

Partie de campagne. Die wunderbaren Landhausrezepte meiner französischen Familie. (Gerstenberg Verlag, 2011)
- Auszeichnung mit dem GOURMAND COOKBOOK AWARD 2012, Paris.

Cuisine verte. Meine schönsten vegetarischen Rezepte aus Frankreich (Jacoby & Stuart, 2014)
- Auszeichnung mit dem GOURMAND COOKBOOK AWARD 2015, Deutschland.
- Auszeichnung als „bestes französisches Kochbuch der Welt“, 2. Preis bei den GOURMAND COOKBOOK AWARD 2015, Yantai, China.

Paris Pâtisserie. Backen wie Gott in Frankreich. (Christian Verlag, 2016)
- Auszeichnung als „bestes französisches Kochbuch der Welt“ 2. Preis bei den GOURMAND COOKBOOK AWARD 2017, Yantai, China.

Die geheimen Schätze der französischen Küche. (Busse-Seewald Verlag, 2017)
- Auszeichnung für das „beste französische Kochbuch“ mit dem GOURMAND WORLD COOKBOOK AWARD 2018, Yantai, China.